# 栗东生
栗东生（1956年—），山东东平人。汉族。东北大学管理科学与工程毕业。
曾任中石油四川石化總經理。
2013年，当选为第十二届全国人民代表大会四川地区代表。因涉嫌严重违纪，2014年1月14日，四川省第十二届人大常委会第七次会议决定接受其辞去第十二届全国人民代表大会代表职务。